# Serjania cambessedeana
Serjania cambessedeana là một loài thực vật có hoa trong họ Bồ hòn. Loài này được Schltdl. & Cham. miêu tả khoa học đầu tiên năm 1830.